# Антяровка
Антяровка — деревня в Краснооктябрьском районе Нижегородской области. Относится к Уразовскому сельсовету. Населена преимущественно татарами мишарями, около 200 человек на 2018 год.
Деревня расположена в центре района в полукилометре северо-западнее райцентра Уразовка на левом берегу реки Пары, примерно в 180 км к юго-востоку от Нижнего Новгорода.
Антяровка (мишарский вариант названия — Атряуль) известна с XVIII века, как деревня казённых (служилых) крестьян Адмиралтейской конторы, на конец века в 55 дворах числилось 342 жителя. Административно Антяровка относилась к Уразовской волости Сергачского уезда Нижегородской губернии.
В Антяровке работает почта, два сельхозпредприятия, действует мусульманская религиозная община. В деревне 4 улицы.